# 天蝎座X-1
天蠍座 X-1是位於天蝎座，距離大約9,000光年的一個X射線源。天蝎座X-1是在太陽系外發現的第一個X射線源，並且是在太陽之外，天空中最強的X射線源。這個X射線源的通量每天都在改變，並且與視星等在12-13等之間變化的光學變星天蝎座V818相關聯。

## 發現和早期的研究
天蝎座X-1是在1962年被在麻塞諸塞州劍橋美國科學家里卡尔多·贾科尼領導下的小組發現的，他在第150次探空火箭空蜂火箭安裝了X射線檢測器尋找來自月球的X射線。取代的是，天蝎座X-1成為在太陽系外發現的第一個X射線源。最初的角解析度檢測儀的精確度不足以確定天蝎座X-1的位置，這導致有人建議這個來源的位置可能是銀河中心，但是最終確認它位於天蝎座內。作為天蝎座內發線的第一個X-射線源，它被命名為天蝎座X-1。
1962年6月12日發射的150空蜂火箭，第一次偵測到天球上的另一個X-射線源 (天蝎座X-1)，位置在1950分點座標的赤經16h15m，赤緯=-15.2°。
。天蠍座X-1是一個LMXB，在可見光對應的天體是天蝎座V818。
儘管前述的參考資料指出火箭發射的日期是1962年6月12日，但其它的資料來源表明實際的發射日期是1962年6月19日。
歷史的註腳：
"這個儀器的設計是用來檢測來自月球的X-射線，因此沒有配置準直儀來限制使視場變得狹窄。這樣一來，信號的來源是非常廣泛的，要準確的確認信號的位置和大小就變得不太可能了。在1962年10月，當銀河中心在地平線下時，進行了一個相似的實驗，這個強輻射源也不存在。在1963年6月，第三次嘗試驗證1962年6月飛行的結果。"銀河中心的赤經和赤緯與天蝎座X-1的距離都小於20°，而在1962年6月的飛行中，兩個X-射線源的分離弧度大約是20°時，是分辨不出來的。
在1967年 (發現脈衝星之前)，约瑟夫·什克洛夫斯基的研究X-射線和光學觀測，給了天蝎座X-1正確結論：輻射來自伴星與中子星共生的物質。

## 特性

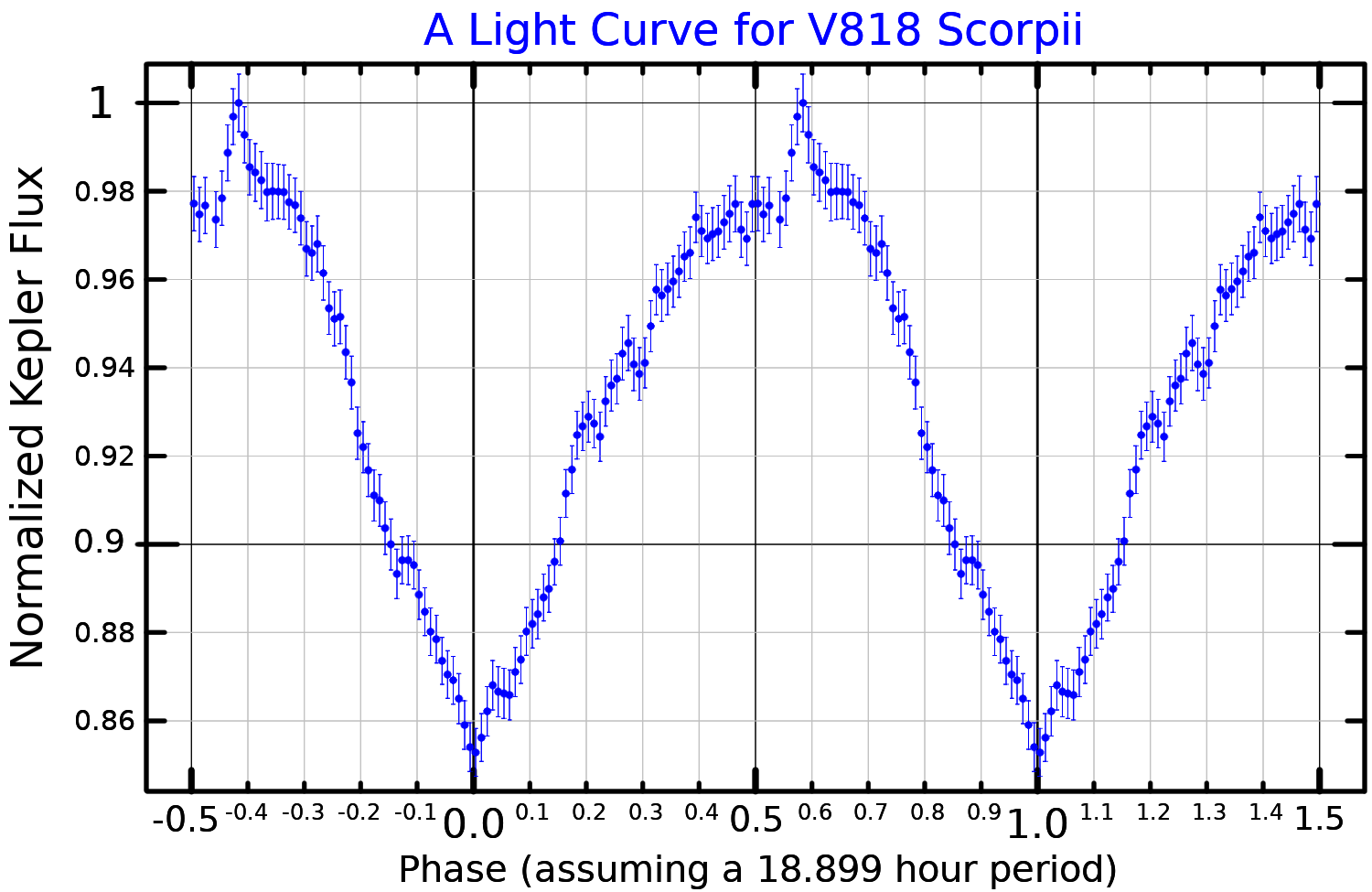
天蝎座V818的寬頻光學光變曲線，改編自海因斯等人(Hynes et al.) (2016)

它的X-射線輸出是2.3×1031 W，大約是太陽總亮度的60,000倍。天蝎座X-1的星等強度變化達到1星等，週期約18.9小時，顯示出規則的變化。然而在光學波長上的變化是不規則的，但是這些變化與X-射線的變化無關。天蝎座X-1本身是一顆中子星，它強大的引力將伴星的物質吸引離開形成它的吸積盤，而最終它們將落在表面上，釋放出巨大的能量。隨著恆星的物質被加速進入天蝎座X-1的引力場中，就輻射出X-射線。測量天蝎座X-1的光度變化，是符合中子星堆積質量所能達到的愛丁頓極限。
這個系統被分類為低質量X射線雙星，中子星的質量大約是1.4太陽質量，而供應物質的伴星只有0.42太陽質量。這兩顆恆星可能不是同時誕生的，最近的研究認為這對聯星是在球狀星團內因近距離遭遇而形成。